# أنطونيو روكيت (لاعب كرة قدم)
أنطونيو فرنانديز روكيت (بالبرتغالية: António Fernandes Roquete؛ 8 أغسطس 1906 في سلفاتيرا دي ماجوس – 18 ديسمبر 1995 في لشبونة) كان لاعب كرة قدم برتغاليًا لعب كحارس مرمى.

## وصلات خارجية
- أنطونيو روكيت على موقع قاعدة بيانات كرة القدم.إي يو (الإنجليزية)
- أنطونيو روكيت على موقع ناشيونال فوتبول تيمز (الإنجليزية)
- أنطونيو روكيت على موقع اللجنة الأولمبية الدولية (الإنجليزية)
- أنطونيو روكيت على موقع أوليمبيديا (الإنجليزية)